# Germans Alexians
Els Germans Alexians, Germans Cel·lites o Alexians d'Aquisgrà, en llatí Congregatio Fratrum Cellitarum seu Alexianorum són un institut religiós masculí de dret pontifici, congregació laica. Els seus membres posposen al seu nom les sigles C.F.A.

## Història
L'institut es va originar en els moviments espiritualistes de begards i beguines i les confraries laiques, molt habituals a Flandes al segle xiv. Les epidèmies de pesta negra de mitjan segle xiv a tot Europa va fer que apareguessin congregacions que s'ocupaven d'oferir auxili als malalts i enterrar els que en morien, ja que altra gent no volia fer-ho per por d'encomanar-se la malaltia.
Els cel·lites van sorgir a Flandes. Se'n parla ja a Malines (Brabant) en 1305; en tot cas, a mitjan segle xiv eren una confraria de laics dedicada a la cura dels apestats i l'enterrament dels morts. No feien vots solemnes, sinó simples i es podia considerar una congregació laica. Diverses tradicions parlen de fundadors com Tobies (a Mechlin) o Meccio.
Una de les primeres comunitats, i més importants, va ésser la d'Aquisgrà, d'origen desconegut. El bisbe de Lieja Louis de Bourbon va aprovar, en 1462, la comunitat d'Aquisgrà i en 1469 va donar-los la Regla de Sant Agustí, convertint la confraria en orde religiós. El papa Sixt IV va aprovar la congregació aquisgranesa com a orde religiós en 1472.

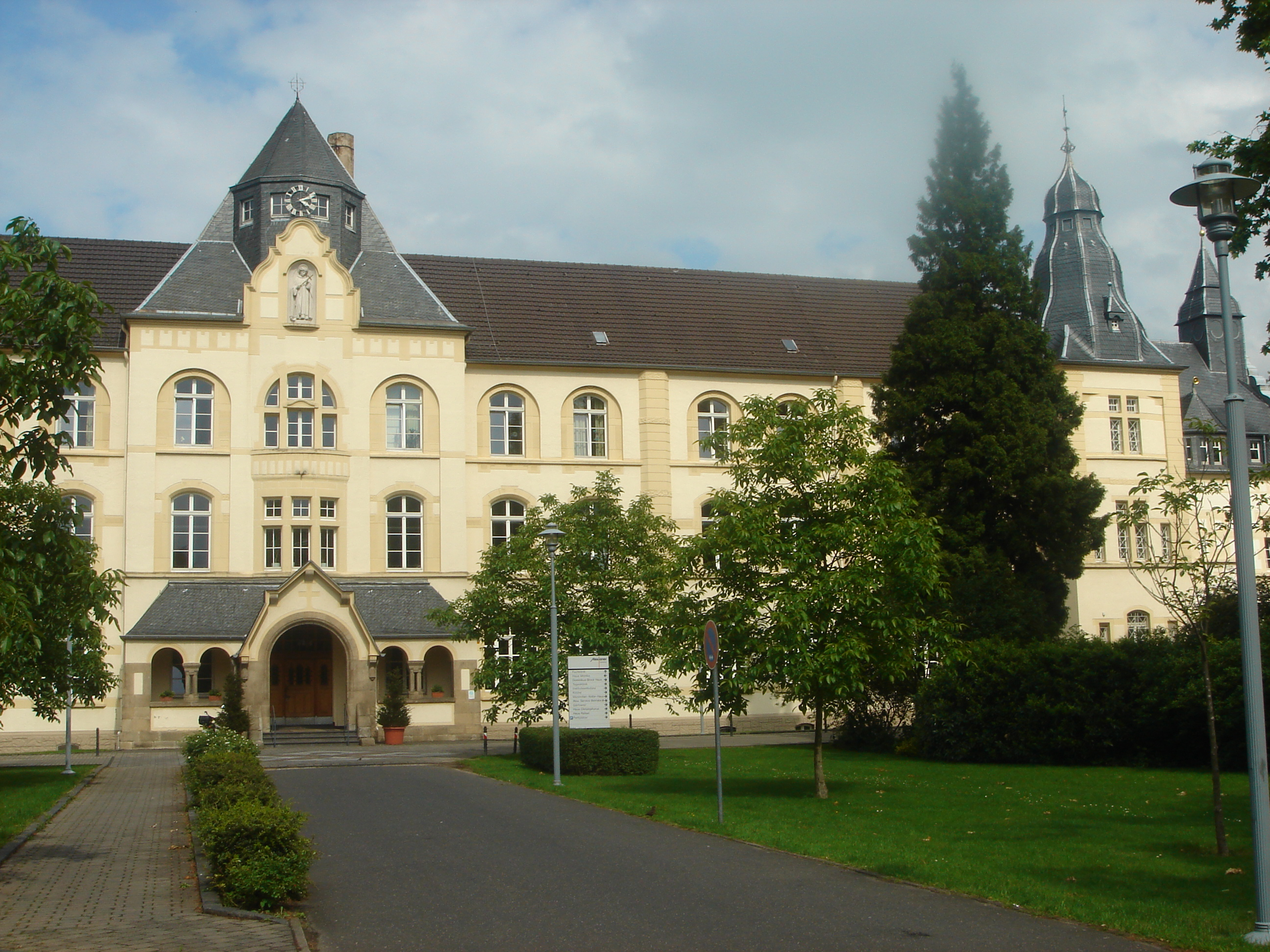
Hospital dels alexians a Colònia.

El 1477 els germans deixaren el nom de cel·lites, referit a les tombes que cavaven (cellae), i prengueren el d'alexians, en honor de Sant Aleix de Roma, a qui estava dedicada l'església del seu convent principal i que havia passat bona part de la seva vida servint a un hospital a Edessa. També foren anomenats "Lollhorden" (de l'antic alemany lollon, que vol dir "cantar en veu baixa") referint-se als cants que feien pels morts.
De mica en mica van dedicar-se a la direcció d'hospitals, hospicis i manicomis. L'expansió de la confraria va ésser ràpida en Alemanya, Brabant, Flandes i altres llocs propers. No van escapar de la calúmnia i la persecució: la butlla Ad audientiam nostram (2 de desembre de 1377) de Gregori XI, enviada als bisbes de Colònia (Alemanya), Trèveris i Magúncia, prohibia que fossin destorbats o castigats, com altres butlles similars de Bonifaci IX (7 de gener de 1396), Eugeni IV (12 de maig de 1431), el papa Nicolau V o Pius II.
La casa d'Aquisgrà va incendiar-se en 1656, però fou reedificada com a hospital per a malalts mentals. La supressió d'ordes religiosos de la Revolució francesa en 1797 va fer que les possessions de l'orde passessin a l'Estat i l'orde quedés reduït a la casa d'Aquisgrà i amb només dotze germans. El concordat de 1812 de Napoleó I va fer que només fossin permesos tres germans a cura de la casa aquisgranesa, i l'orde va estar a punt de desaparèixer.

### Revifalla de l'orde alseglexix
La congregació es revifà sota la direcció de Dominic Brock (1844-1860), que envià els germans a hospitals de guerra i camps de batalla durant el conflicte francoprussià, i de Clemens Wallrath, superior des de 1860), que el 1866 va obrir una casa a Chicago dirigit per Bonaventure Thelen. L'institut, amb noves constitucions, va ésser aprovat per Pius IX el 12 de setembre de 1870.
En acabar el segle xix els Germans Alexians van obrir tres hospitals més als Estats Units, seguint al de Chicago. Aquest, obert en 1866, va ésser destruït a l'incendi del 9 d'octubre de 1871 i fou reobert el 1872 (avui són l'Alexian Brothers Hospital and Rehabilitation Hospital d'Elk Grove, i el St. Alexius Medical Center and Behavioral Hospital, a Hoffman Estates, Illinois). Van ésser els de: Saint Louis (1869), Oshkosh (Wisconsin, 1880) i Elizabeth (Nova Jersey, 1892). Avui, l'orde compta amb centres sanitaris i d'assistència a gent gran a Missouri, Tennessee i Wisconsin, mentre que els altres hospitals van tancar o es van vendre.
El bisbe Herbert Vaughan de Salford (Anglaterra) va convidar els alexians a gestionar un hospital a la seva diòcesi, on van establir-se el juny de 1875. D'aquí passaren també a Middlesbrough (1884) i en 1885 es va crear una província britànica de l'orde.

## Activitats i difusió
Els Germans Alexians es dediquen al treball en hospitals, residències per a malalts, especialment mentals, i asils d'ancians i pobres. Per la seva tradició de donar sepultura als morts, van obtenir la direcció del cementiri catòlic de Manchester.
Són presents a Bèlgica (Strombeek-Bever, Boechout, Gant, Hendrik Chapel, Tienen), Països Baixos (Son en Breugel, 1914), Filipines, Alemanya, Irlanda, Regne Unit, Estats Units i Hongria; La seu general és a Signal Mountain (Tennessee).
Al final de 2005, la congregació tenia 63 cases i 87 religiosos, 3 d'ells sacerdots.